# Bataviaasch Nieuwsblad
Il Bataviaasch Nieuwsblad (baːˈtaːviaːs ˈniusblɑt; lett. "Quotidiano di Batavia") è stata una delle prime e principali testate giornalistiche delle Indie orientali olandesi. Con sede a Batavia (ora Giacarta) nel Giava, era letta per tutto l'arcipelago. Venne fondata dal noto giornalista e scrittore P. A. Daum nel 1885 e venne chiusa nel 1957.
Il giornale, innovativo e popolare, fu molto critico nei confronti del governo coloniale e divenne un portavoce dell'etnia Indo, che era il più grande segmento della società di lingua olandese nelle Indie orientali. Nel corso degli anni ha impiegato molte figure di spicco della comunità, tra cui: Edgar du Perron, Ernest Douwes Dekker e Tjalie Robinson. Il successore di Daum come caporedattore, Karel Zaalberg, fondò l'Indo Europeesch Verbond, il più grande movimento sociale ed organizzazione politica degli indoeuropei.
Il giornale ha anche dato ampia pubblicità alla difficile situazione dei contadini indigeni e all'evoluzione della consapevolezza nazionale indonesiana. Fu il primo a riferire sulla fondazione della prima organizzazione politica indigena Budi Utomo nel 1908.